# 도로시 하트

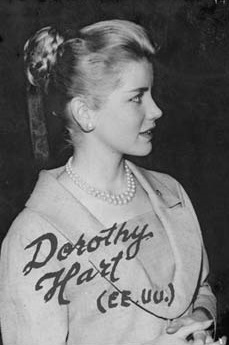

도로시 하트(Dorothy Hart, 1922년 4월 4일 ~ 2004년 7월 11일)는 미국의 배우, 모델, 영화배우, 텔레비전 배우이다.
클리블랜드에서 태어났으며 애슈빌에서 사망하였다. 사인은 알츠하이머병이다.

## 영화
- 타잔 - 렉스 바커 편 4 (1952년)
- 몬테 크리스토 백작 (1948년)
- 네이키드 시티 (1948년)